# Nimda
Nimda（ニムダ）は、2001年9月に識別されたワームの一種で、ファイルに感染するコンピュータウイルスでもある。
名称は「admin」を逆から綴ったものである。
素早く拡散し、Code Red と同様の経済的損害を発生させた。複数の拡散方法を持っているため、Nimda はわずか22分でインターネット上で最も広く拡散したウィルス / ワームとなった。メディアではアメリカ同時多発テロ事件と関連付けて、アルカイダが Nimda を開発したのではないかとの憶測がなされたが、証拠は特になく、陰謀論の域を出なかった。Nimdaの作者は不明。
Nimda はWindows 95、98、Me、NT、2000 が動作するクライアント（パーソナルコンピュータ）と Windows NT および 2000 が動作するサーバに感染した。

## 感染手法
Nimda がモリスワームや Code Red に比較して感染力が強いのは、以下の5種類の感染経路を持っていたためである。
- 電子メール
- ファイル共有
- 感染したWebサイトへのアクセス（ブラウジング）
- Microsoft IIS 4.0 / 5.0 の持つディレクトリ移動関連の各種脆弱性を利用
- Code Red II や sadmind/IIS といったワームがかつて残していったバックドア

特に電子メールは、感染したコンピュータ内のメールアドレス帳から他の人のメールアドレスを送信元とするよう偽装するので、感染元の確認が非常に難しい。